# Don't Let the Sun Go Down on Me
Don't Let the Sun Go Down on Me är den första singeln från Elton Johns album Caribou från 1974. Singeln kom på hitlistornas sextonde plats i Storbritannien och andra plats i USA. Låten skrevs av Elton John och Bernie Taupin. 1991 släpptes sången på nytt tillsammans med en live-version tillsammans med George Michael. De hade också gjort låten tidigare tillsammans på Live Aid från 1985.